# Akadem
Akadem, sous-titré « le campus numérique juif », est un site web consacré au judaïsme et à la culture juive. Il est classé comme « bibliothèque numérique » par la BNF, qui souligne sa vocation de pédagogie et de communication.

## Présentation
Créé en 2006, Akadem a initialement été pensé comme une bibliothèque numérique avec pour objectif de donner accès à des cours et des colloques : en filmant des contenus universitaires, d’où son nom de « campus numérique ». Progressivement, Akadem est devenu producteur de ses propres contenus conduisant à la création d’un magazine hebdomadaire.
La mission d'Akadem est d’ouvrir une fenêtre sur les multiples composantes du monde juif en s’adressant au plus grand nombre, juifs et non-juifs. Le site web Akadem est entièrement gratuit, conçu comme un service public de la culture juive, et désormais perçu comme un site de référence en la matière.
Le site est une réalisation du Fonds social juif unifié pour la diffusion de la culture juive avec le soutien de la Fondation du Judaïsme Français et de la Fondation pour la mémoire de la Shoah, Akadem a été co-fondé par Laurent Munnich, ancien journaliste au quotidien Libération, et David Saada alors directeur du FSJU,,,,.
La direction éditoriale est assurée par Ruben Honigmann et Sigalit Lavon.

## Activités
Akadem filme et met en ligne des colloques, cycles d'études et conférences de niveau universitaire donnés par des spécialistes de diverses religions tels que Mireille Hadas-Lebel, Delphine Horvilleur, Floriane Chinsky, Malek Chebel,et Marc-Alain Ouaknin, entre autres, ou par des historiens, philosophes, politologues et sociologues comme  Annette Wieviorka, Alexandre Adler, Jean-Yves Camus, Simon Epstein, Alain Finkielkraut, Pierre Nora, Antoine Sfeir, Pierre-André Taguieff.
Akadem enregistre chaque mois près de 200 000 visites. Une enquête de lectorat de février 2016 montre que 25 % de ses utilisateurs ne sont pas juifs.[réf. nécessaire][réf. nécessaire]
Les conférences sont découpées en chapitres pour en faciliter le suivi. Elles s'accompagnent de plusieurs documents annexes, biographies, bibliographies et liens externes. Le site propose plus de 5 000 documents.